# 1996 en hockey sur glace
Cette page présente les éléments de hockey sur glace de l'année 1996, que ce soit d'un point de vue rencontres internationales ou championnats nationaux. Les grandes dates des différentes compétitions sont données ainsi que les décès de personnalités du hockey mondial.

## Amérique du Nord

### Ligue nationale de hockey
- L'Avalanche du Colorado remporte la Coupe Stanley à sa première saison dans la ligue.

### Ligue américaine de hockey
- Les Americans de Rochester remportent leur sixième Coupe Calder.

### Ligue internationale de hockey
- Les Grizzlies de l'Utah remportent la Coupe Turner pour une deuxième saison consécutive.

### East Coast Hockey League
- Les Checkers de Charlotte remportent la coupe Riley, la seule de leur histoire.

### Ligue canadienne de hockey
- Les Prédateurs de Granby remportent la Coupe du président en battant en cinq rencontres les Harfangs de Beauport.

- Les Petes de Peterborough remportent la coupe J.-Ross-Robertson en défesant en sept parties le Storm de Guelph.

- Les Wheat Kings de Brandon remportent la Coupe du Président en battant en cinq rencontres les Chiefs de Spokane.

- Les Petes de Peterborough son l'équipe hôte du tournoi annuel, les Prédateurs de Granby remportent la Coupe Memorial contre ces même Petes lors de la finale, l'emportant 4-0.

## Europe

### Compétitions internationales
- Le Jokerit Helsinki remporte la Coupe d'Europe.
- Le Rouen hockey élite 76 remporte la Ligue Atlantique.
- La coupe des ligues européennes est remportée par le Rouen hockey élite 76, première victoire d'un club français à ce niveau de compétition.
- L'IIHF créée la Ligue européenne de hockey en remplacement de la Coupe d'Europe[1], le format "ligue" permettant d'augmenter le nombre de participants.

### Allemagne
- Les Düsseldorfer EG remportent le championnat de la DEL en défaisant en finale les Kölner Haie par la marque de 3-1. Il s'agit de leur 8e titre de champion d'Allemagne.

### Autriche
- Le VEU Feldkirch remportent le championnat de l'OËL en défaisant en finale le EC Klagenfurt AC par la marque de 3-1.

### Espagne
- Le Club Hielo Jaca remporte le championnat de la Superliga Española en défaisant en finale le FC Barcelone 2 rencontre à 0.

### Finlande
- Le Jokerit Helsinki remporte le championnat de la SM-Liiga en défaisant en finale le TPS Turku par la marque de 3-1.

### France
- Les Albatros de Brest remportent la première Coupe Magnus de leur histoire.

### République tchèque
- Le HC Petra Vsetín remporte le championnat de l'Extraliga en défaisant en finale le HC Chemopetrol Litvínov par la marque de 4-1.

### Russie
- Le Lada Togliatti remporte le championnat de la Superliga.

### Suède
- Le Luleå HF remporte le championnat de la Elitserien en défaisant en finale le Västra Frölunda par la marque de 3-1.

### Suisse
- Le EHC Kloten remporte le championnat de la Ligue National A en défaisant le CP Berne par la marque de 3-0.

## International

### Championnat du monde
- La Tchéquie remporte la médaille d'or en défesant en finale le Canada par la marque de 4 à 2. Les États-Unis obtiennent de leurs côté le bronze.

### Coupe du monde
- Les États-Unis remporte le tournoi en défesant lors de la finale le Canada par la marque de deux parties à une.

### Deutschland Cup
- L'Allemagne remporte le tournoi avec six points, devançant l'Italie (trois points) et le Canada (deux points).

### Championnat du monde junior
- Le Canada remporte le tournoi en défaisant lors de la finale l'équipe de Suède par la marque de 4 à 1.

## Autres Évènements

### Décès
- 11 janvier : Roger Crozier, gardien de but ayant joué plus de 500 matchs en LNH et qui donna son nom au trophée Roger-Crozier.
- 21 août : décès de John Adams, joueur ayant aidé les Bisons de Buffalo à remporter leur troisième Coupe Calder en 1946.
- 23 août : décès de Jeff Batters, joueur des Blades de Kansas City lors d'un accident de la route.